# Mayorovski
Mayorovski (del ruso: Майоровский) es un jútor del raión de Krymsk del krai de Krasnodar, en Rusia. Está situado en la orilla izquierda del Abín, afluente del Adagum, de la cuenca del Kubán, 9 km al nordeste de Krymsk y 73 km al oeste de Krasnodar. Tenía 129 habitantes en 2010
Pertenece al municipio Merchánskoye.